# Ayenia tenuicaulis
Ayenia tenuicaulis là một loài thực vật có hoa trong họ Cẩm quỳ. Loài này được Urb. mô tả khoa học đầu tiên năm 1924.